# Наґаї Хідеакі
Хідеакі Наґаї (5 вересня 1983 , Хачімантай, Префектура Івате ) — японський лижний двоборець, олімпійський медаліст.  

## Виступи на Олімпійських іграх
| Рік  | Місце проведення          | НТ | ВТ | КВТ |
| ---- | ------------------------- | -- | -- | --- |
| 2014 | Сочі, Росія               | 22 | 26 | 5   |
| 2018 | Пхьончхан, Південна Корея | 14 | 12 | 4   |
| 2022 | Пекін, Росія              | —  | 31 | 3   |

## Зовнішні посилання
- Досьє на сайті FIS

## Виноски
1. ↑  Міжнародна федерація лижного спорту — 1924.